# Norbert Ormai
Norbert Ormai, Norbert Ormay, před rokem 1848 Norbert Auffenberg (28. května 1813 Dobřany – 22. srpna 1849 Arad), byl plukovník, účastník Maďarské revoluce 1848–1849.

## Život
Norbert se narodil do německé šlechtické rodiny v Dobřanech u Plzně v Čechách. Jeho otec Johann von Auffenberg byl kapitánem císařské armády. Norbert studoval v Olomouci vojenskou školu a jako kadet vstoupil roku 1828 do 31. Leiningenova pěšího pluku císařské armády. V roce 1840, když sloužil jako poručík, byl obviněn ze spolupráce s polskými vlastenci z Haliče. Byl zatčen a sedm let strávil ve vazbě. V roce 1847 byl odsouzen na dalších čtrnáct let vězení, trest si měl odpykat v pevnosti v Mukačevě. Po vítězství revoluce v roce 1848 byl Batthyányho vládou na začátku května omilostněn. V červenci 1848 vstoupil do dobrovolného střeleckého oddílu knížete Mieczyszlawa Woronieczkého. V září se s jednotkou účastnil bojů v Dolních Uhrách, kde se vyznamenal. Tehdy si změnil jméno na Ormai (Ormay) jako překlad německého Auffenberg. Vůdce maďarské revoluce Lajos Kossuth jej pověřil organizací střeleckého pluku zeměbrany. Podařilo se mu získat tisíce vojáků pro pluk a byl postupně povyšován až do hodnosti plukovníka a vrchního inspektora střeleckých pluků.

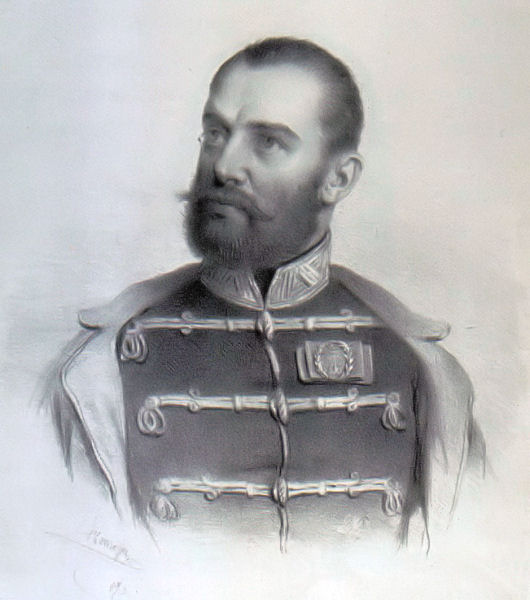

## Smrt
Po potlačení revoluce se dne 7. srpna 1849 vzdal hodnosti a funkce. Byl zatčen generálem baronem Juliem Jacobem von Haynauem.

### Citát
… tegnapelőtt megkezdődött a dolog, felakasztattam egy Auffenberg nevű egyént, aki valamikor hadnagy volt a Mazzuchelli ezredben, aztán ezredes és Kossuth segédtisztje. – Kiss, Leiningen, Poeltenberg, Vécsey stb. is követni fogja, mihelyt megérkezik. Az eljárás a lehető legrövidebb lesz, megállapítjuk az illetőről, hogy tisztként szolgált nálunk, és fegyveres szolgálatot teljesített a lázadó hadseregben.

„Včera jsem nechal pověsit muže jménem Auffenberg, který byl poručíkem c.k. pluku, pak plukovníkem a pomocníkem Kossutha. – Kiss, Leiningen, Poeltenberg, Vécsey atd., budou následovat, jakmile dorazí. Postup bude co nejkratší z toho důvodu, že sloužili jako důstojníci v povstalecké armádě.“
Haynaův dopis generálovi Schönhalsovi 24. srpna 1849
Norbert Ormai (Auffenberg) předstoupil před vojenský soud, byl odsouzen k trestu smrti oběšením a dne 22. srpna 1849 byl v Aradu popraven.